# Josef Suk
Josef Suk (n. 4 ianuarie 1874, Křečovice⁠(d), Boemia Centrală, Cehia – d. 29 mai 1935, Benešov, Boemia Centrală, Cehia) a fost un compozitor ce a reprezentat Cehoslovacia, medaliat olimpic. A participat la o ediție a Jocurilor Olimpice (1932) în care a câștigat o medalie de argint.

## Participări
Lista de mai jos prezintă principalele competiții la care a participat Josef Suk de-a lungul carierei.
- art competitions at the 1932 Summer Olympics[*]